# Паспорт гражданина Хорватии

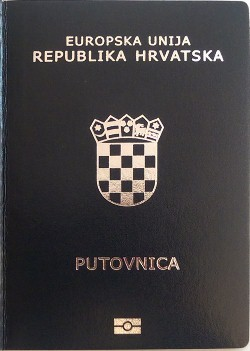
Обложка паспорта

Паспорт гражданина Хорватии (хорв. Hrvatska putovnica) выдаётся гражданам Республики Хорватии для международных поездок. Паспорт может служить доказательством гражданства Хорватии и целям идентификации личности. Ответственность за выпуск паспортов лежит на министерстве внутренних дел; гражданам, пребывающим за границей, паспорта выдаются в местном посольстве или консульстве. Хорватские паспорта действуют десять или пять лет и не являются возобновляемыми. По истечении срока действия паспорта должен быть запрошен новый паспорт.

## История
Впервые хорватские паспорта стали выпускаться 26 июня 1991 года после того, как Хорватия объявила независимость от Югославии, прежние югославские паспорта действовали до 25 июня 1992.

## Типы паспортов
- Обычный паспорт — голубой цвет, действует пять или десять лет.
- Коллективный паспорт — для групп до 50 путешественников, выпускается для отдельных путешествий и стран, действует до одного года. Путешественники должны также иметь идентификационные карты для доказательной идентификации.
- Дипломатический паспорт и паспорт чиновника — для хорватских дипломатов, их супругов и детей. Действует пять лет.
- Временный паспорт — для граждан, работающих в зарубежных компаниях, которые возвращаются обратно в Хорватию; действует 30 дней после выпуска.

## Внешний вид

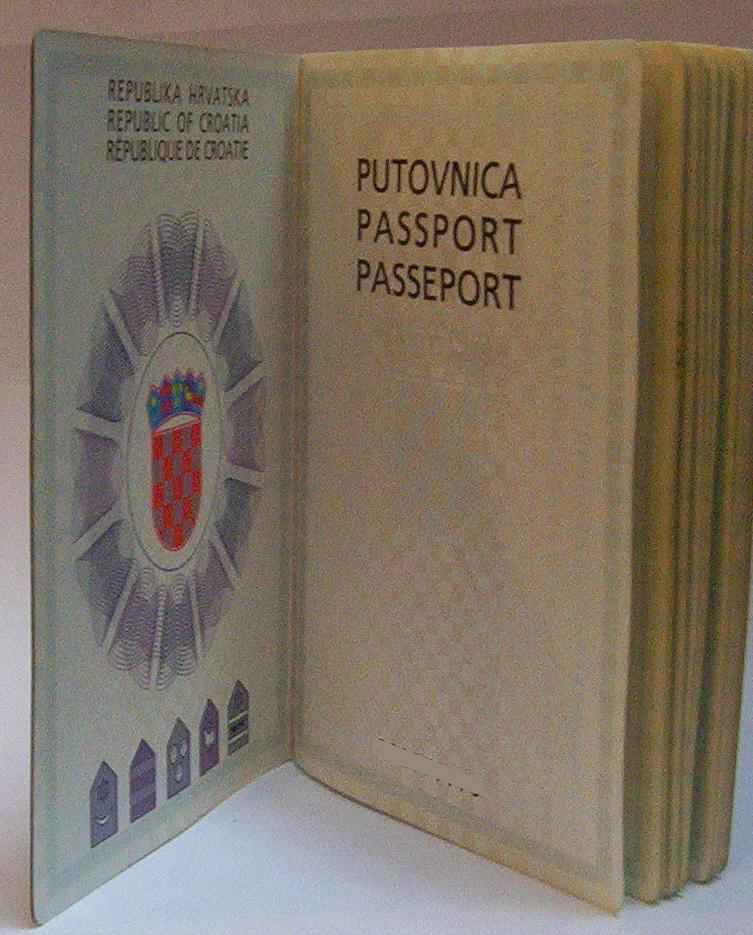
Хорватский паспорт, первая страница

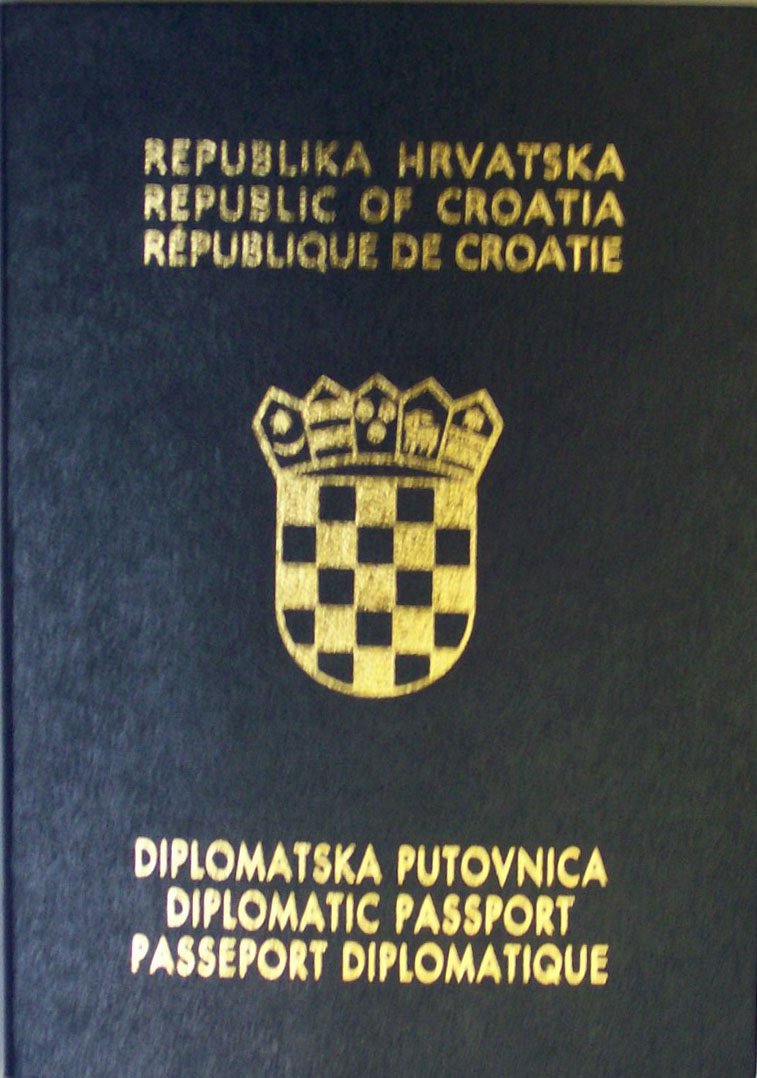
Хорватский дипломатический паспорт

Хорватские паспорта тёмно-голубые с гербом, расположенным в центре лицевой обложки. Слова хорв. "REPUBLIKA HRVATSKA", англ. "REPUBLIC OF CROATIA" и фр. "RÉPUBLIQUE DE CROATIE" нанесены над гербом, а слова хорв. "PUTOVNICA", англ. "PASSPORT" и фр. "PASSEPORT" — под гербом. Паспорт содержит 32 страницы.
Паспорта машинночитаемы. Меры обеспечения безопасности, схожие с аналогичными в отношении к банкнотам, принимаются с января 2000 года. Микропечать, голографические изображения, изображения, видимые в ультрафиолетовом свете, водяные знаки и другие меры широко применяются, в частности, на странице с фотографией. Фотография сейчас наносится на бумагу методом цифровой печати (как обычной краской, так и краской, реагирующей на ультрафиолет); ранее, в 1990-е фотографии вклеивались в документ и ламинировались.
Хорватское правительство анонсировало введение биометрических паспортов с 1 июля 2009 года, для дипломатических паспортов и паспортов чиновников. Обычные паспорта будут выпускаться биометрическими, начиная с 1 января 2010 года.

## Языки
Информационная страница напечатана на хорватском, английском и французском.

## Паспорт образца 2013 года
В связи с вступлением Хорватии в ЕС, гражданам этого государства до конца 2013 года будут выданы новые общеевропейские паспорта.

## Безвизовый режим

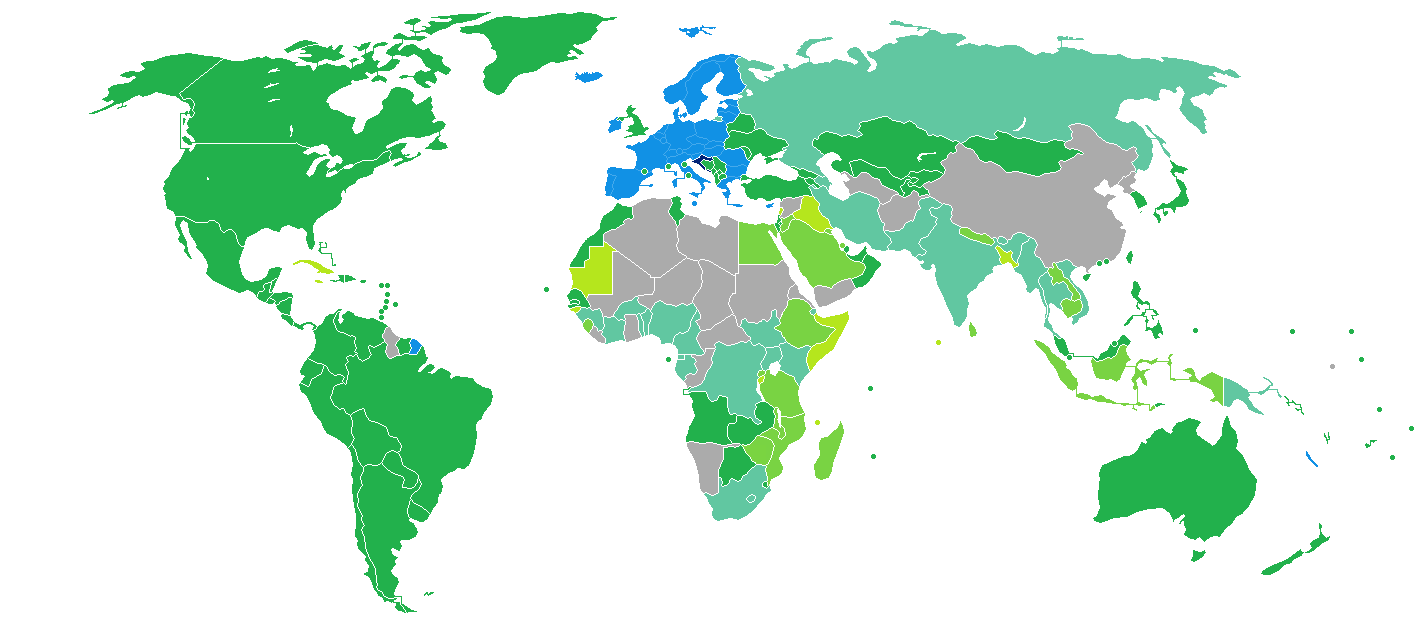
Безвизовые поездки для граждан Хорватии (только с обычными паспортами).

### Африка
| Страны и территории | Условия въезда |
| ------------------- | --- |
| Кабо-Верде          | Виза оформляется по прибытии |
| Коморы              | Бесплатная 24-часовая транзитная виза оформляется по прибытии в аэропорт. В течение 24 часов она должна быть обменена на полную визу в иммиграционном офисе в Морони |
| Джибути             | виза на 1 месяц оформляется по прибытии за 10,000 DJF |
| Египет              | 30-дневная виза оформляется по прибытии за 15 долларов |
| Кения               | 3-месячная виза оформляется по прибытии за 50 долларов |
| Мадагаскар          | 90-дневная виза оформляется по прибытии за 28,000 MGA |
| Майотта             | 90 дней Архивная копия от 9 января 2015 на Wayback Machine |
| Марокко             | 3 месяца |
| Мозамбик            | 30-дневная виза оформляется по прибытии за 25 долларов |
| Реюньон             | 90 дней Архивная копия от 9 января 2015 на Wayback Machine |
| Сейшельские Острова | 1 месяц |
| Свазиленд           | 1 месяц |
| Танзания            | 3-месячная виза оформляется по прибытии за 50 долларов |
| Того                | 1-месячная виза оформляется по прибытии за 10,000 XOF ~ 35,000 XOF                                                                                                   |
| Тунис               | 3 месяца |
| Уганда              | 3-месячная виза оформляется по прибытии за 50 долларов |
| Замбия              | 3-месячная виза оформляется по прибытии за 50 долларов |

### Америка
| Страны и территории                 | Условия въезда                                                                          |
| ----------------------------------- | --------------------------------------------------------------------------------------- |
| Антигуа и Барбуда                   | 1 месяц                                                                                 |
| Аргентина                           | 90 дней                                                                                 |
| Аруба                               | 3 месяца                                                                                |
| Барбадос                            | 28 дней                                                                                 |
| Бразилия                            | 90 дней                                                                                 |
| Виргинские Острова (Великобритания) | 30 дней                                                                                 |
| Боливия                             | 30 дней                                                                                 |
| Канада                              | 6 месяцев                                                                               |
| Чили                                | 90 дней                                                                                 |
| Колумбия                            | 90 дней                                                                                 |
| Коста-Рика                          | 90 дней                                                                                 |
| Доминика                            | 6 месяцев                                                                               |
| Доминиканская Республика            | 30-дневная туристическая карта оформляется по прибытии за 10 долларов                   |
| Эквадор                             | 90 дней                                                                                 |
| Сальвадор                           | 90 дней, туристическая карта за 10 долларов должна быть приобретена по прибытии         |
| Гвиана                              | 90 дней Архивная копия от 9 января 2015 на Wayback Machine                              |
| Гренландия                          | 90 дней                                                                                 |
| Гваделупа                           | 90 дней Архивная копия от 9 января 2015 на Wayback Machine                              |
| Гватемала                           | 90 дней Архивная копия от 17 декабря 2019 на Wayback Machine                            |
| Гаити                               | 3 месяца                                                                                |
| Гондурас                            | 3 месяца                                                                                |
| Ямайка                              | виза оформляется по прибытии за 20 долларов                                             |
| Мартиника                           | 90 дней Архивная копия от 9 января 2015 на Wayback Machine                              |
| Нидерландские Антильские острова    | 3 месяца                                                                                |
| Никарагуа                           | 90 дней; туристическая карта оформляется по прибытии за 5 долларов (недоступная ссылка) |
| Парагвай                            | 3 месяца                                                                                |
| Перу                                | 90 дней                                                                                 |
| Сен-Бартелеми                       | 90 дней Архивная копия от 9 января 2015 на Wayback Machine                              |
| Сент-Китс и Невис                   | 14 дней                                                                                 |
| Сен-Мартен                          | 90 дней Архивная копия от 9 января 2015 на Wayback Machine                              |
| Сен-Пьер и Микелон                  | 90 дней Архивная копия от 9 января 2015 на Wayback Machine                              |
| Сент-Винсент и Гренадины            | 1 месяц                                                                                 |
| Тринидад и Тобаго                   | 3 месяца                                                                                |
| Уругвай                             | 3 месяца                                                                                |
| Венесуэла                           | 3 месяца                                                                                |

### Азия
| Страны и территории              | Условия въезда |
| -------------------------------- | --- |
| Армения                          | 120-дневная виза оформляется по прибытии за 15,000 AMD Архивная копия от 14 апреля 2012 на Wayback Machine                                                                                                 |
| Азербайджан                      | 30-дневная виза оформляется по прибытии за 100 долларов |
| Бангладеш                        | 90-дневная виза оформляется по прибытии за 50 долларов |
| Камбоджа                         | 30-дневная виза оформляется по прибытии за 20 долларов (туристическая), 25 долларов (деловая) |
| Кипр                             | 90 дней (см. Список виз Европейского союза) |
| Грузия                           | виза оформляется по прибытии за 10 — 200 долларов |
| Гонконг                          | 14 дней Архивная копия от 16 января 2013 на Wayback Machine |
| Иран                             | 15-дневная виза оформляется по прибытии за 50 долларов Архивная копия от 20 февраля 2021 на Wayback Machine                                                                                                |
| Ирак (только Иракский Курдистан) | виза оформляется по прибытии в аэропорту Эрбиль (бесплатно) |
| Израиль                          | 3 месяца |
| Япония                           | 3 месяца Архивная копия от 23 августа 2018 на Wayback Machine |
| Иордания                         | 1-месячеая виза оформляется по прибытии за 10 JOD |
| Кыргызстан                       | 1-месячная виза оформляется по прибытии за 36 ~ 70 долларов (деловая), 35 долларов(одиночная туристическая), 55 долларов (коллективная туристическая) Архивная копия от 29 октября 2020 на Wayback Machine |
| Лаос                             | 30-дневная виза оформляется по прибытии за 30 долларов |
| Ливан                            | 1-месячная виза оформляется по прибытии (бесплатно) Архивная копия от 16 августа 2007 на Wayback Machine                                                                                                   |
| Макао                            | 90 дней |
| Малайзия                         | 3 месяца Архивная копия от 10 октября 2012 на Wayback Machine |
| Мальдивы                         | 30 дней |
| Непал                            | 15/30/90-дневная виза оформляется по прибытии за 25/50/100 долларов Архивная копия от 12 марта 2020 на Wayback Machine                                                                                     |
| Оман                             | 1-месячная виза оформляется по прибытии за 6 OR |
| Сингапур                         | 90 дней |
| Республика Корея                 | 30 дней |
| Шри-Ланка                        | 30 дней |
| Сирия                            | 15-дневная виза оформляется по прибытии |
| Восточный Тимор                  | 30-дневная виза оформляется по прибытии за 30 долларов |
| Турция                           | 90 дней Архивная копия от 8 июня 2011 на Wayback Machine |
| Йемен                            | 1-месячная виза оформляется по прибытии за 10, 500 YER |

### Европа
| Страны и территории                               | Условия въезда                                               |
| ------------------------------------------------- | ------------------------------------------------------------ |
| Европейский союз Страны Шенгена                   | 90 дней (см. Список виз Европейского союза)                  |
| Албания                                           | 90 дней                                                      |
| Андорра                                           | 90 дней Архивная копия от 17 декабря 2019 на Wayback Machine |
| Болгария                                          | 90 дней (см. Список виз Европейского союза)                  |
| Босния и Герцеговина                              | 90 дней                                                      |
| Гибралтар                                         | 6 месяцев                                                    |
| Ирландия                                          | 3 месяца (см. Список виз Европейского союза)                 |
| Косово                                            | 90 дней (недоступная ссылка)                                 |
| Северная Македония                                | 3 месяца                                                     |
| Черногория                                        | 90 дней                                                      |
| Румыния                                           | 90 дней (см. Список виз Европейского союза)                  |
| Сербия                                            | 90 дней                                                      |
| Великобритания, · Гернси, · Остров Мэн и · Джерси | 6 месяцев (см. Список виз Европейского союза)                |

### Австралия и Океания
| Страны и территории   | Условия въезда                                                                       |
| --------------------- | ------------------------------------------------------------------------------------ |
| Острова Кука          | 31 день                                                                              |
| Французская Полинезия | 90 дней Архивная копия от 9 января 2015 на Wayback Machine                           |
| Микронезия            | 30 дней                                                                              |
| Новая Каледония       | 90 дней Архивная копия от 9 января 2015 на Wayback Machine                           |
| Ниуэ                  | 30 дней                                                                              |
| Палау                 | 30 дней                                                                              |
| Папуа — Новая Гвинея  | 60-дневная виза оформляется по прибытии за 100 PGK (туристическая), 500 PGK(деловая) |
| Самоа                 | 60 дней                                                                              |
| Тувалу                | 1 месяц                                                                              |
| Уоллис и Футуна       | 90 дней Архивная копия от 9 января 2015 на Wayback Machine                           |